# Список об'єктів Світової спадщини ЮНЕСКО в Лесото
В списку об'єктів Світової спадщини ЮНЕСКО у Лесото налічується 1 найменування (станом на 2017 рік).

## Список
У даному списку подано перелік об'єктів Світової спадщини ЮНЕСКО у Лесото в хронологічному порядку їх додавання до списку.
| № | Зображення | Назва                                            | | Розташування | Час створення | Рік внесення до списку | №                                                  | Критерії       |
| - | ---------- | ------------------------------------------------ | --- | ------------ | ------------- | ---------------------- | -------------------------------------------------- | -------------- |
| 1 |            | Парк Дракенсберг (англ. Maloti-Drakensberg Park) | Гори слугують вододілом між короткими річками басейну Індійського океану, що розчленовують їх крутий ступінчастий східний схил, і верхів'ями річки Помаранчевої. | Лесото       | —             | 2000 (розширений 2013) | 985 [Архівовано 11 червня 2020 у Wayback Machine.] | i, iii, vii, x |